# Hylobates lar
Il gibbone dalle mani bianche (Hylobates lar Linnaeus, 1771), noto anche come lar o gibbone lar, è un primate appartenente alla famiglia Hylobatidae ed è attualmente considerato in via d'estinzione. Questa specie è una delle più conosciute tra i gibboni ed è, insieme al siamango (Symphalangus syndactylus), una delle più comuni in cattività.

## Tassonomia
Il gibbone dalle mani bianche comprende cinque sottospecie, che si distinguono principalmente per differenze geografiche e lievi variazioni morfologiche. La sottospecie H. l. lar (Linneaus, 1771) è originaria della penisola malese. H. l. carpenteri Groves, 1968 è diffuso nelle regioni settentrionali della Thailandia. La sottospecie H. l. entelloides I. Geoffroy, 1842 occupa le aree centrali del Myanmar e della Thailandia. Una sottospecie distinta, H. l. vestitus G.S. Miller, 1942, è endemica dell'isola indonesiana di Sumatra. Infine, H. l. yunnanensis Ma & Y. Wang, 1986, è considerato possibilmente estinto e un tempo abitava le foreste dello Yunnan, in Cina.

## Descrizione

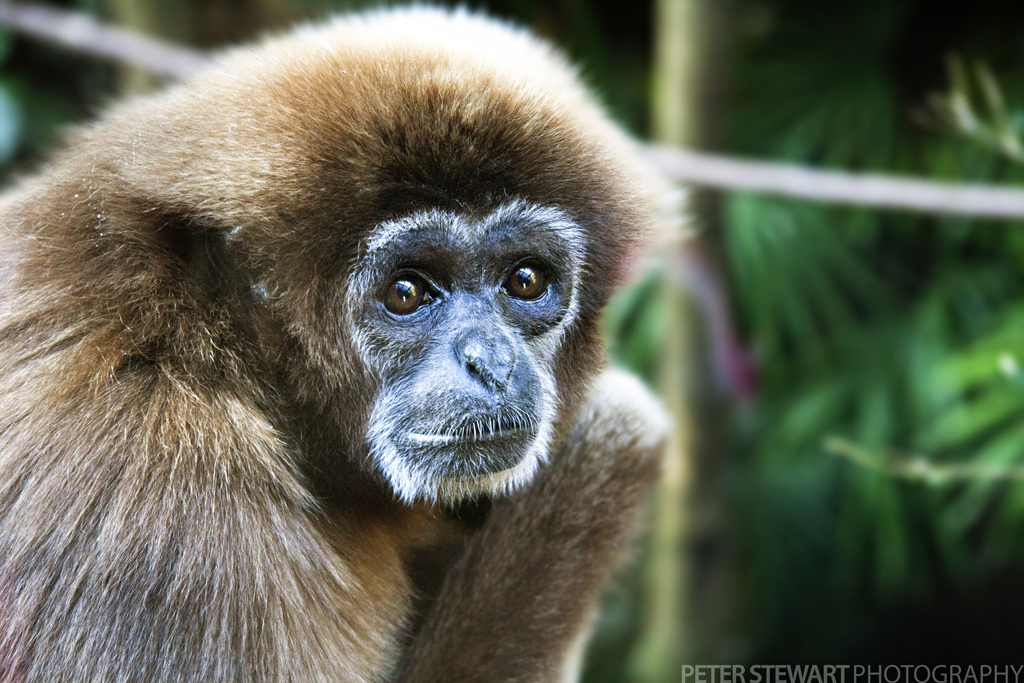
Primo piano

Il gibbone dalle mani bianche, in posizione eretta, raggiunge un'altezza di circa 70-80 cm e un peso massimo di 12 kg. La colorazione della sua pelliccia varia notevolmente, spaziando dal nero e marrone scuro al marrone chiaro e color sabbia. Le mani e i piedi sono di colore bianco, così come un anello di peli bianchi che circonda il viso glabro dalla pelle scura. I maschi e le femmine differiscono poco per dimensioni, e entrambi i sessi possono presentare le stesse variazioni cromatiche.
Il gibbone dalle mani bianche è un eccellente brachiatore, una modalità di locomozione che consiste nel dondolarsi tra i rami utilizzando le lunghe braccia. Questo comportamento è supportato da caratteristiche anatomiche specializzate: dita ricurve, mani allungate, braccia estremamente lunghe e gambe relativamente corte. L'indice intermembrale di questa specie, pari a 129,7, è tra i più alti tra i primati, riflettendo la sua specializzazione nel brachiamento. Come in tutte le grandi scimmie, il numero di vertebre caudali nel gibbone è drasticamente ridotto, il che ha portato alla perdita di una coda funzionale. Inoltre, possiede un'imbottitura ossea e dura sui glutei, nota come callosità ischiatiche, che gli permette di sedersi comodamente sui rami.

## Distribuzione e habitat

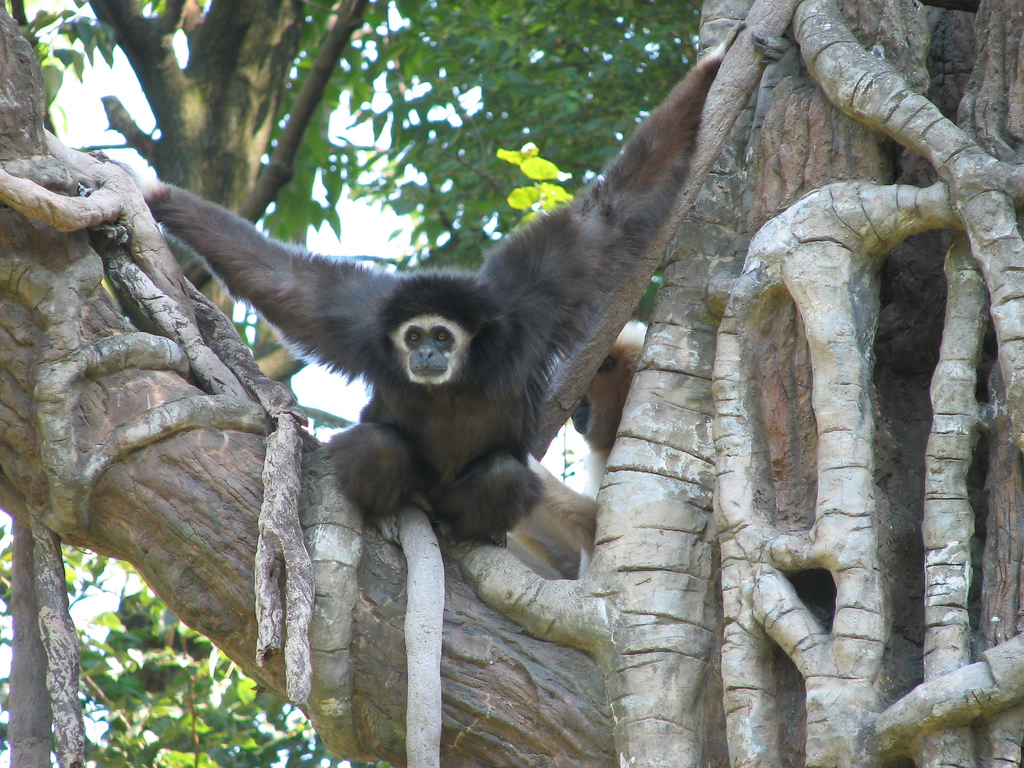
Un esemplare dalla pelliccia scura mentre si arrampica

I gibboni dalle mani bianche possiedono l'areale più vasto tra tutte le specie di gibboni. La loro distribuzione comprende Indonesia, Laos, Malesia, Myanmar e Thailandia. Storicamente, il loro areale si estendeva dal sud-ovest della Cina alla Thailandia e dalla Birmania fino all'intera penisola malese, abitando foreste pluviali tropicali primarie e secondarie. Sono presenti anche nella parte nord-occidentale di Sumatra. Tuttavia, negli ultimi decenni, il loro areale continentale si è ridotto e frammentato. È probabile che siano estinti in Cina, ma se popolazioni residue esistono ancora, potrebbero occupare la regione sud-occidentale dello Yunnan, che rappresenta il loro areale storico.
Questi gibboni si trovano principalmente in una varietà di habitat forestali, tra cui foreste dipterocarpe di pianura, collinari e montane. Frequentano anche foreste pluviali primarie e submontane, foreste di bambù decidue miste e foreste sempreverdi stagionali. Generalmente, non si trovano a più di 1200 metri sul livello del mare. Il territorio è altamente allopatrico, spesso separato da grandi fiumi. Per esempio, nel Myanmar, i gibboni dalle mani bianche si trovano solo a est del fiume Salween. Sono distribuiti anche lungo la penisola malese e a ovest del fiume Mekong nel Laos nord-occidentale, oltre che nel nord di Sumatra. Questa specie vive in simpatria con numerosi altri primati e grandi scimmie, tra cui oranghi (Pongo pygmaeus), siamanghi (Symphalangus syndactylus), gibboni pileati (Hylobates pileatus), langur dalla faccia viola (Trachypithecus spp.), langur di Thomas (Presbytis thomasi), loris lento (Nycticebus coucang) e diverse specie di macachi (Macaca spp.). In Thailandia, la popolazione di gibboni dalle mani bianche è stimata tra i 15.000 e i 20.000 individui. In Cina, invece, se ne esistono ancora, si stima che la popolazione possa contare appena una decina di esemplari.

## Biologia

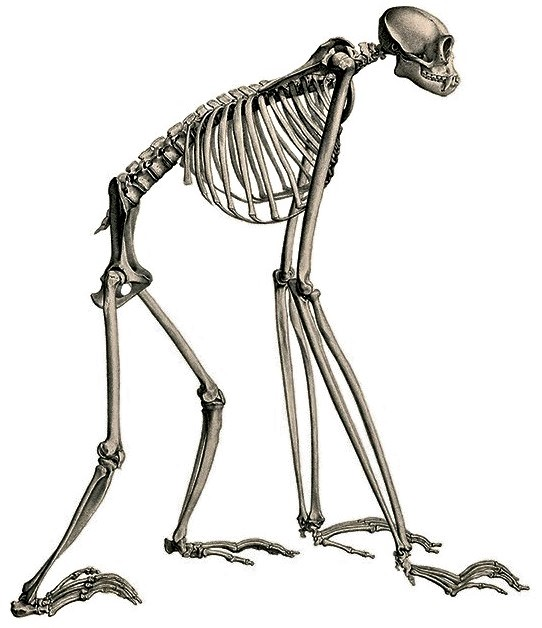
Scheletro

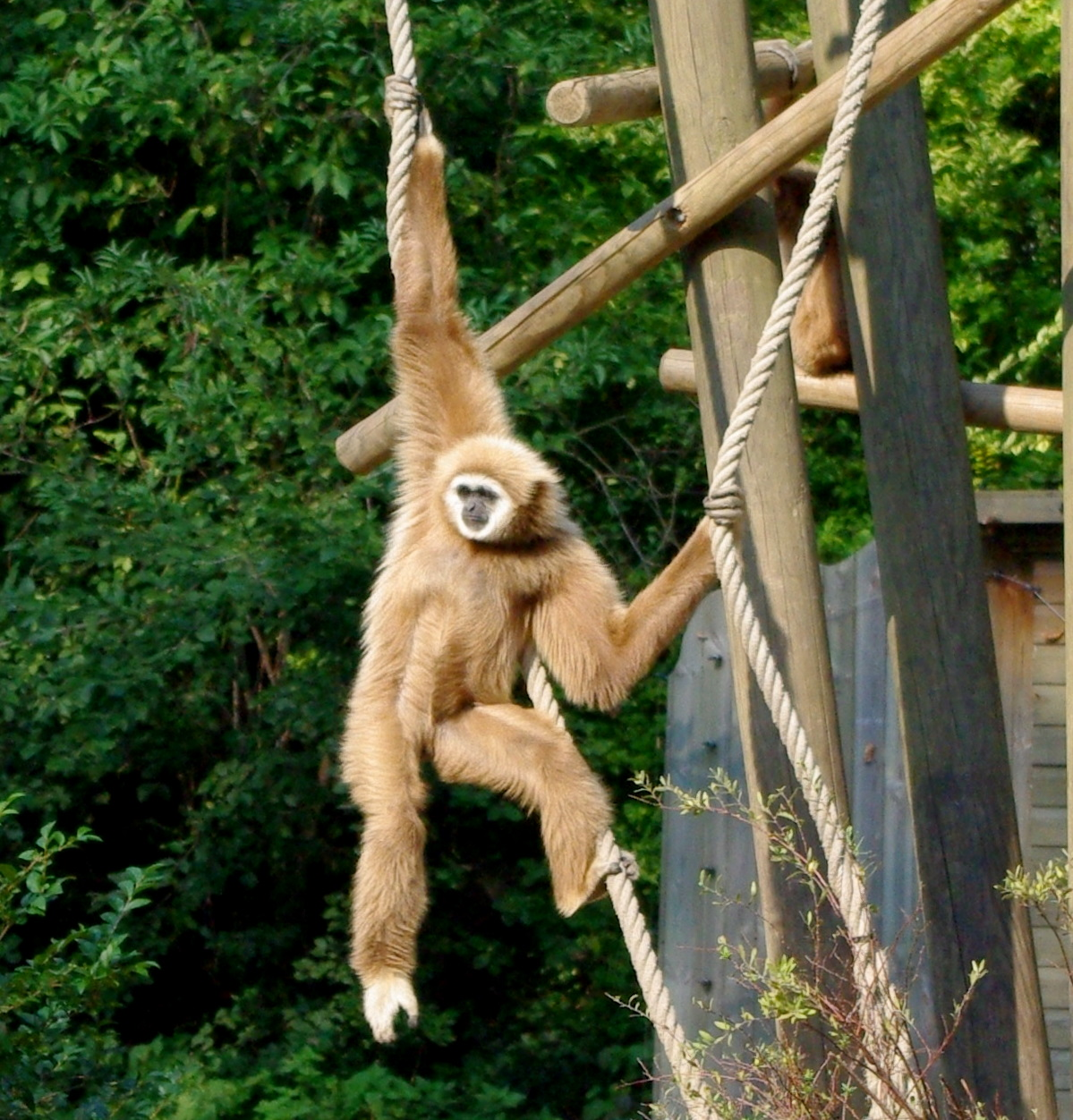
Un gibbone dalle mani bianche mentre si dondola allo zoo di Lille, Francia

I gibboni dalle mani bianche sono primati arboricoli diurni che trascorrono la maggior parte della loro vita tra le cime degli alberi delle foreste pluviali. Sono attivi per una media di 8,7 ore al giorno, lasciando i loro ripari notturni all'alba e ritornandovi circa 3,4 ore prima del tramonto. Durante le loro giornate, i gibboni dedicano mediamente il 32,6%) del tempo a nutrirsi, il 26,2% a riposare, il 24,2% a spostarsi, l'11,3% a socializzare, il 4% a vocalizzare e l'1,9%) a incontri intergruppo. Tuttavia, queste percentuali possono variare significativamente nel corso dell'anno.
I gibboni scendono raramente a terra, preferendo spostarsi tra i rami con il brachiamento, grazie alle loro lunghe braccia e alle mani uncinate, che consentono loro di aggrapparsi e oscillare rapidamente da un ramo all'altro. Quando scendono al suolo, si muovono in modo bipede, alzando le lunghe braccia per mantenere l'equilibrio. La loro organizzazione sociale è caratterizzata da coppie monogame, composte da un maschio, una femmina e la loro prole. Quando i cuccioli raggiungono la maturità sessuale, lasciano il nucleo familiare per formarne uno proprio. Tuttavia, questa concezione tradizionale della monogamia è stata messa in discussione da studi a lungo termine condotti nel Parco nazionale di Khao Yai, in Thailandia. Tali ricerche hanno rivelato che i gibboni dalle mani bianche hanno un sistema di accoppiamento più flessibile, che include copulazioni extra-coniugali, cambi di partner e occasionali raggruppamenti poliandrici. La poliandria multimaschile osservata potrebbe essere legata alla cooperazione tra i maschi nella difesa del territorio e alla protezione delle femmine. Con l'aumento delle dimensioni del territorio, i maschi hanno maggior successo nel difenderlo quando collaborano in coppia o in gruppo. Inoltre, le copulazioni extra-coniugali potrebbero aumentare le possibilità di riprodursi con compagni geneticamente più adatti e ridurre il rischio di infanticidio da parte di maschi estranei.

### Canto
I gruppi familiari di gibboni dalle mani bianche abitano territori stabili che difendono dagli altri gibboni, spesso attraverso richiami vocali. Ogni mattina, la famiglia si riunisce ai margini del proprio territorio per intonare un "canto", un duetto eseguito dalla coppia riproduttiva. Ogni specie di gibbone possiede un richiamo tipico, ma ogni coppia riproduttiva aggiunge variazioni uniche al tema. Il canto del gibbone dalle mani bianche è caratterizzato dall'alternanza di fischi brevi e complessi, accompagnati da un'apertura e chiusura "tremante" della bocca. Questi richiami sono anche uno degli strumenti principali utilizzati dai primatologi per identificare quale specie di gibbone occupi un determinato territorio. Inoltre, studi recenti hanno dimostrato che il canto del gibbone viene utilizzato non solo per delimitare il territorio, ma anche per comunicare la presenza di predatori. In presenza di tigri, leopardi nebulosi, aquile serpentarie crestate e pitoni reticolati, i canti includono elementi acuti, simili a un wow, distinti dai normali duetti.

### Dieta

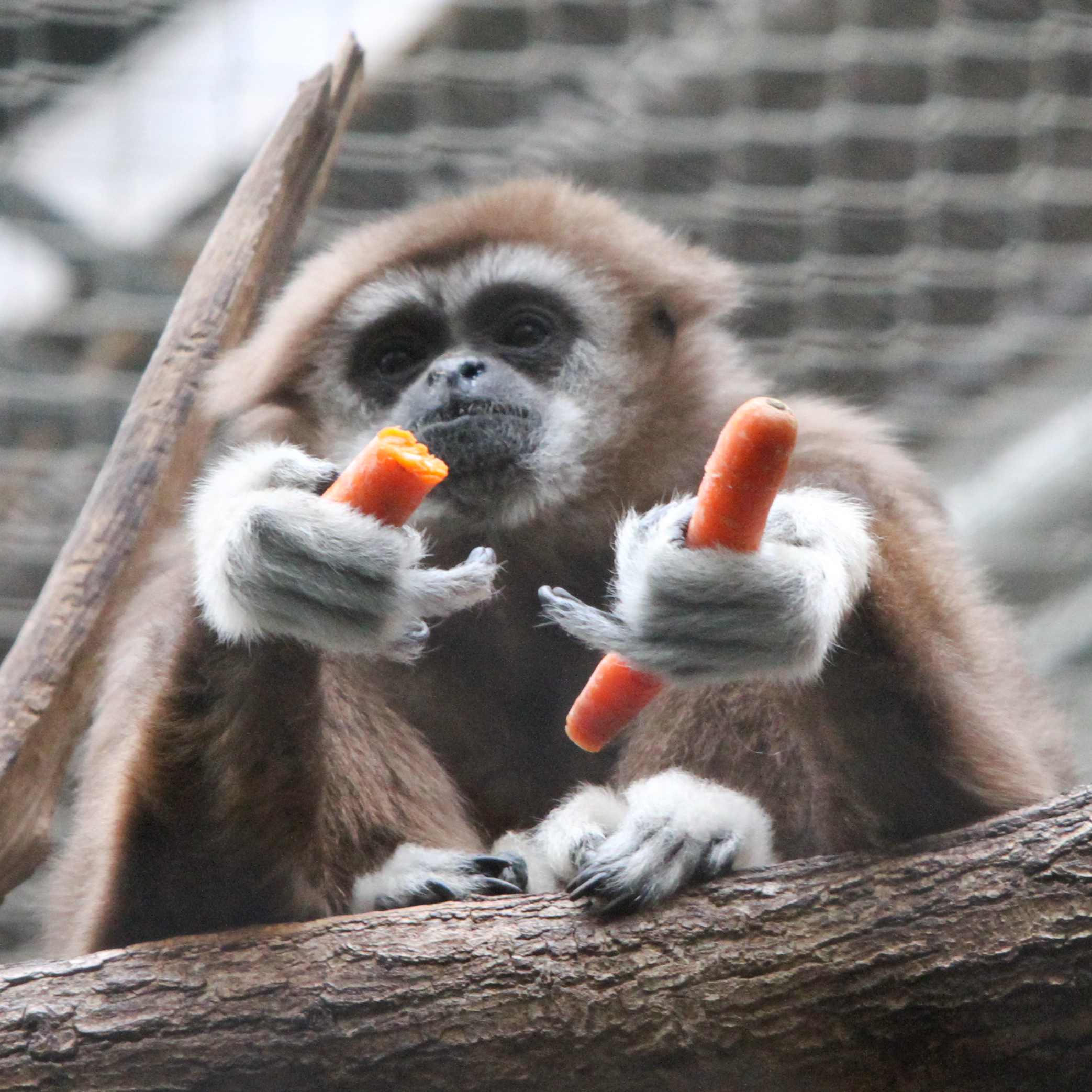
Un esemplare mentre mangia delle carote

Il gibbone dalle mani bianche ha una dieta prevalentemente frugivora, in cui la frutta costituisce circa il 50% del totale. Il restante 50% è composto da foglie (29%), insetti (13%) e fiori (9%). In natura, questi gibboni si nutrono di una grande varietà di alimenti, inclusi fichi e altri piccoli frutti dolci, frutti di liane, frutti d'albero, bacche, giovani foglie, boccioli, fiori, germogli, viti e insetti, come mantidi e vespe. Occasionalmente consumano anche uova di uccelli. Durante i mesi estivi, quando fichi e foglie scarseggiano, il consumo di insetti aumenta fino a venti volte rispetto ai mesi invernali.
La dentatura del gibbone dalle mani bianche è generalizzata, come quella delle altre scimmie del Vecchio Mondo e delle grandi scimmie (inclusi gli esseri umani). L'arcata dentale è a forma di U, mentre la mandibola è sottile e leggera. Gli incisivi sono larghi e piatti, mentre i molari hanno cuspidi basse e arrotondate, rivestite da smalto spesso. La caratteristica più evidente della dentatura di questa specie è rappresentata dai grandi canini simili a pugnali, presenti sia nella mascella superiore che in quella inferiore. Questi canini non mostrano dimorfismo sessuale, ovvero hanno dimensioni simili nei maschi e nelle femmine.

### Riproduzione

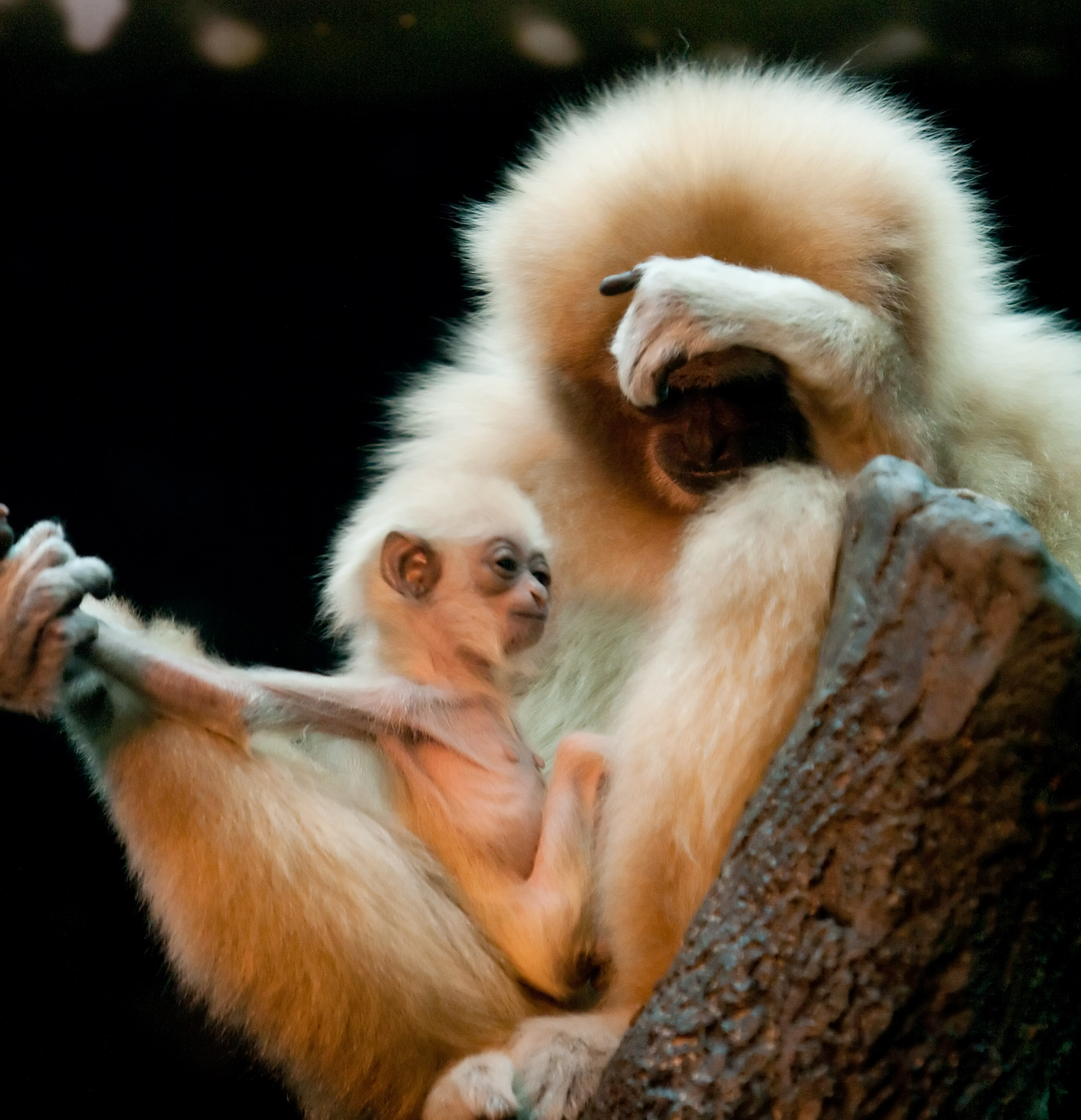
Madre con cucciolo, allo zoo di Cincinnati

La strategia riproduttiva del gibbone dalle mani bianche è simile a quella degli altri gibboni. Gli accoppiamenti possono avvenire durante tutto l'anno, ma la maggior parte dei concepimenti si verifica durante la stagione secca, a marzo, con un picco di nascite verso la fine della stagione delle piogge, in ottobre. In natura, le femmine si riproducono per la prima volta intorno agli 11 anni, un'età significativamente più avanzata rispetto a quella in cattività. La gestazione dura in media 6-7 mesi, e le gravidanze portano alla nascita di un singolo cucciolo per volta. I giovani vengono allattati per circa due anni e raggiungono la maturità sessuale intorno agli otto anni. L'aspettativa di vita dei gibboni dalle mani bianche in natura è di circa 25 anni.

## Conservazione
Secondo i criteri della Lista Rossa IUCN, il gibbone dalle mani bianche è classificato come in Pericolo (Endangered).
Questa specie affronta numerose minacce. I gibboni vengono cacciati per la loro carne e, in alcuni casi, i genitori vengono uccisi per catturare i cuccioli, che vengono poi venduti come animali domestici. Tuttavia, la minaccia più pervasiva è rappresentata dalla perdita e frammentazione dell'habitat, dovuta a una serie di attività umane. Tra i principali fattori vi sono il disboscamento per la costruzione di strade, l'espansione agricola, l'ecoturismo, la creazione di nuovi pascoli, incendi boschivi, disboscamento di sussistenza, disboscamento illegale, l'insediamento di nuovi villaggi e le piantagioni di palma da olio. Nonostante queste minacce, il gibbone dalle mani bianche è una delle specie di gibbone più presenti in cattività, insieme al siamango (Symphalangus syndactylus), contribuendo così ad aumentare la popolazione globale della specie.